# Nowaja Semlja
Nowaja Semlja (russisch Новая Земля Nówaja Semljá ‚neues Land‘) ist eine russische Doppelinsel, die westlich der innereurasischen Grenze im Nordpolarmeer liegt und zu Europa gezählt wird. Sie ist Teil der Oblast Archangelsk.

## Geographie
Die leicht sichelförmige Doppelinsel bildet die östliche Begrenzung der Barentssee und die westliche der Karasee. Letztere ist das innereurasische Mündungsmeer der großen sibirischen Ströme Ob und Jenissei und ist bedeutsam für das feuchte Inselklima.
Die fast unbewohnte Inselgruppe besteht aus zwei großen Inseln (Nordinsel und Südinsel) und vielen kleinen Inseln und zahlreichen Eilanden. Zusammen haben sie eine Fläche von 90.650 km². Getrennt werden die beiden Hauptinseln durch die sehr schmale Meerenge Matotschkin Schar. Nowaja Semlja ist insgesamt knapp 900 Kilometer (Mittellinie) lang und liegt zwischen 470 und 1175 Kilometer jenseits des nördlichen Polarkreises:
- Die Sewerny-Insel (Nordinsel), die aus dem Nordpolarmeer bis zu 1547 Meter hoch aufragt, ist mit 48.904 km² die viertgrößte Insel Europas. Sie ist – entsprechend ihrer Lage auf 73 bis 77 Grad (geografische Breite) – stark vergletschert: Das Eis ist bis zu 400 Meter mächtig.

- Die Juschny-Insel (Südinsel), die aus dem Nordpolarmeer bis zu 1342 Meter hoch aufragt, ist mit 33.275 km² die sechstgrößte Insel Europas. Im Gegensatz zur Nordinsel besteht die Vegetation hier vorwiegend aus Tundra und Frostschuttwüsten.

Drittgrößte Insel des Archipels ist Meschduscharski im Südwesten. Als südliche Fortsetzung von Nowaja Semlja können die Waigatsch-Insel, die sich südöstlich der an die Südinsel grenzenden Karastraße („Meerenge von Waigatsch“) anschließt, das Pai-Choi-Gebirge, das südöstlich der an Waigatsch grenzenden Jugorstraße auf dem Festland liegt, und der Ural, der sich südlich der Karasee und direkt vom Pai-Choi-Gebirge ausgehend nach Süden erstreckt und die Grenze zwischen Europa und Asien bildet, angesehen werden.
Das Kap Flissingski ist der östlichste Punkt Europas.
Der höchste Berg Nowaja Semljas ist der Krusenstern, ein 1547 Meter hoher Gipfel auf der Nordinsel ⊙. Der größte See ist der Goltsowoje-See ⊙.
Die 685 Gletscher der Inselgruppe nehmen eine Fläche von 23.645 km² ein und bestehen aus 8100 km³ Eis.

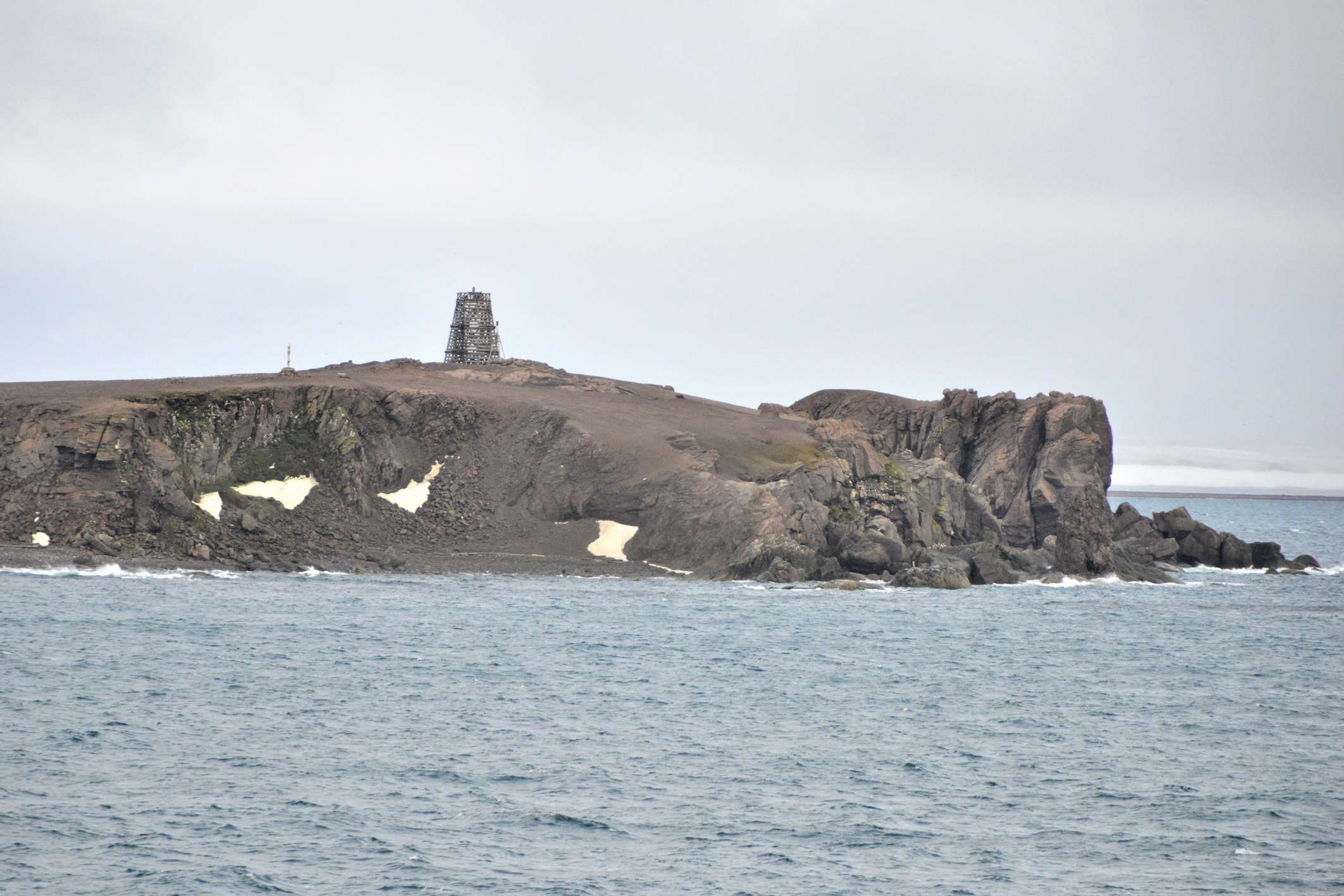
Kap Schelanija, Nordspitze der Nordinsel ⊙
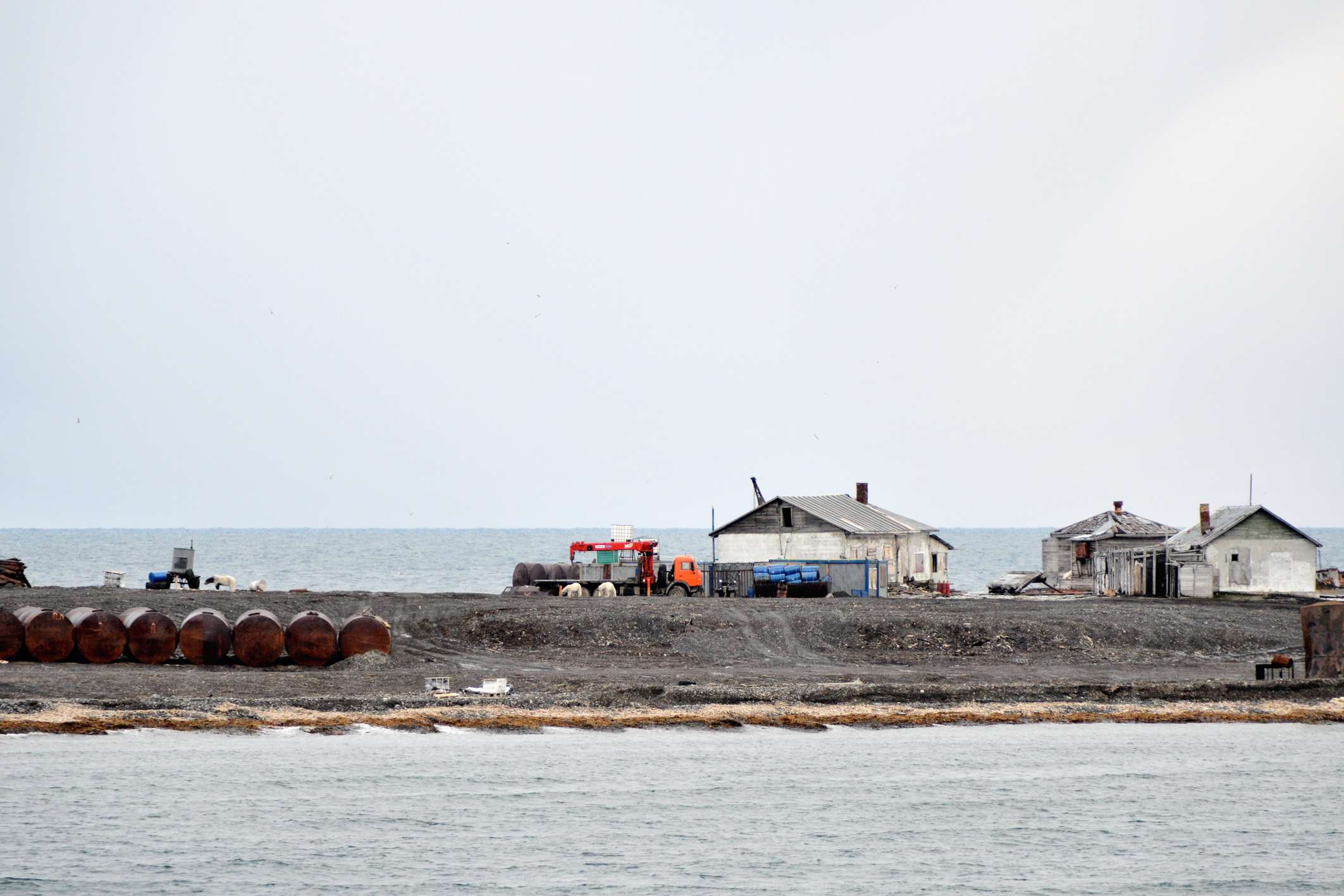
Kap Schelanija, Forschungsstation des Nationalparks „Russische Arktis“ (mit Eisbären)
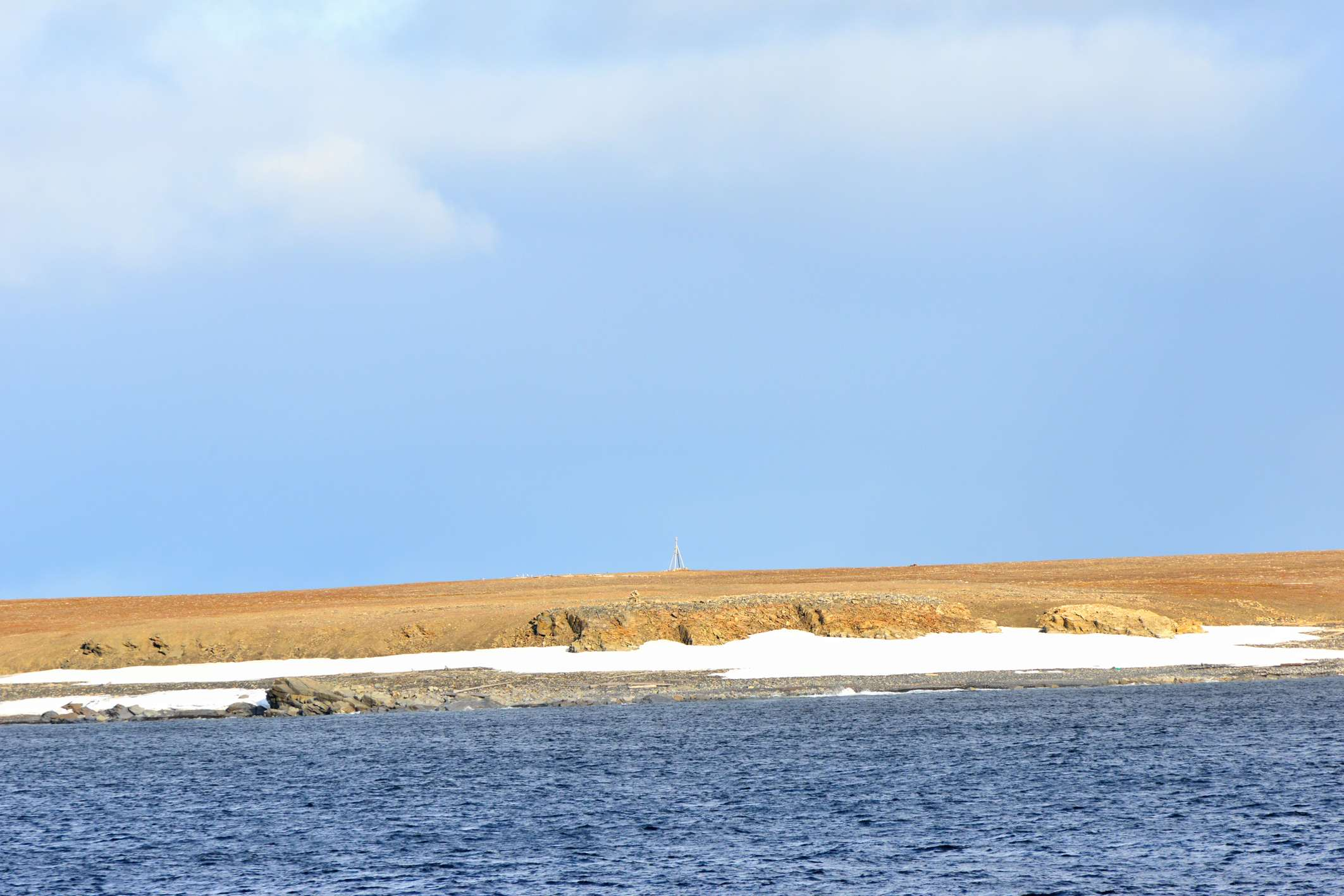
Barents-Bucht: Region, wo sich vermutlich das Grab von Willem Barents befindet
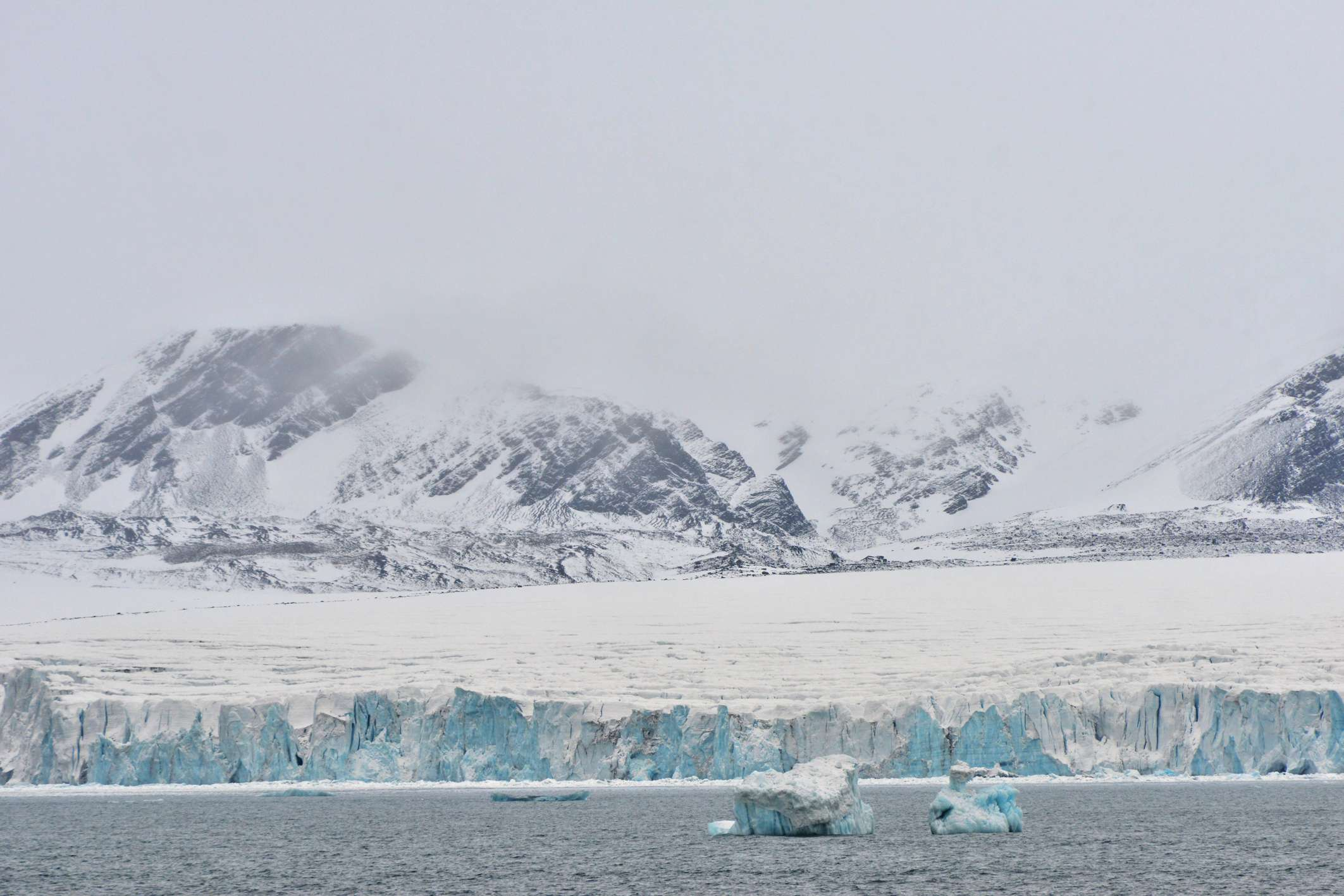
Inostranzew-Bucht: Inostranzew-Gletscher ⊙

## Klima

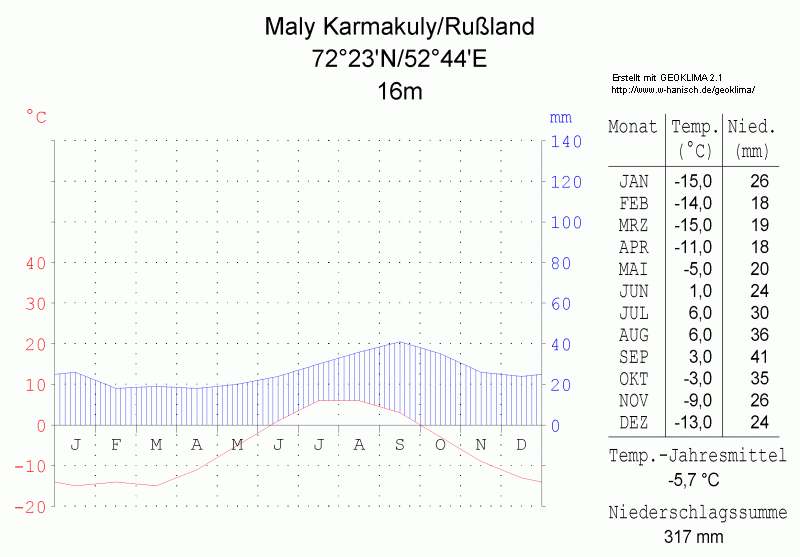
Klimadiagramm von Malyje Karmakuly

Das Klima, das von der Karasee und den Strömen, die in diese münden, mitbestimmt wird, ist arktisch mit strengen Wintern und kühlen Sommern. Nur während einiger Wochen im Sommer ist die Westküste von Nowaja Semlja schneefrei.
Die jährliche Durchschnittstemperatur liegt bei der Wetterstation Malyje Karakuly an der Westküste der Südinsel bei −5,7 °C; die wärmsten Monate sind der Juli und der August mit jeweils 6,0 °C, die kältesten der Januar und der März mit −15,0 °C. Die jährliche Niederschlagsmenge beträgt 317 mm und ist über das Jahr recht gleichmäßig verteilt, mit einem leichten Maximum von August bis Oktober.
Wie die gesamte Arktisregion ist auch Nowaja Semlja von der globalen Erwärmung betroffen. Im Februar 2019 wurde etwa berichtet, dass sich vorübergehend bis zu 52 Eisbären nahe und in menschlichen Siedlungen wie Beluschja Guba auf der Südinsel aufhielten und auf Nahrungssuche waren. Als Grund wurde unter anderem der Mangel an Packeis rund um die Inseln vermutet, wodurch die Bären ihre eigentlichen Jagdgebiete nicht erreichen konnten und gezwungen waren, auf das Festland auszuweichen.

## Flora und Fauna

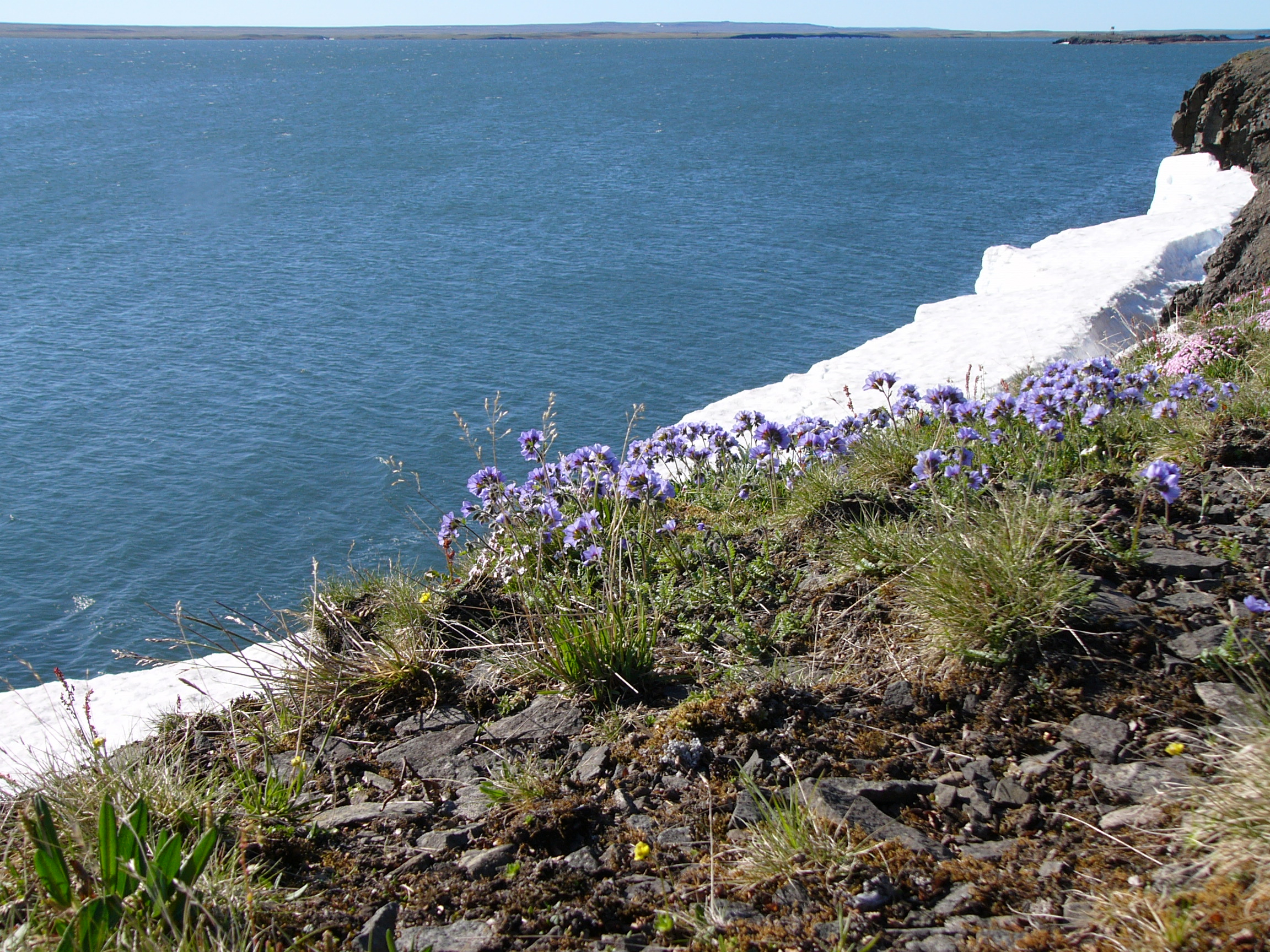
Küstenlandschaft im Sommer

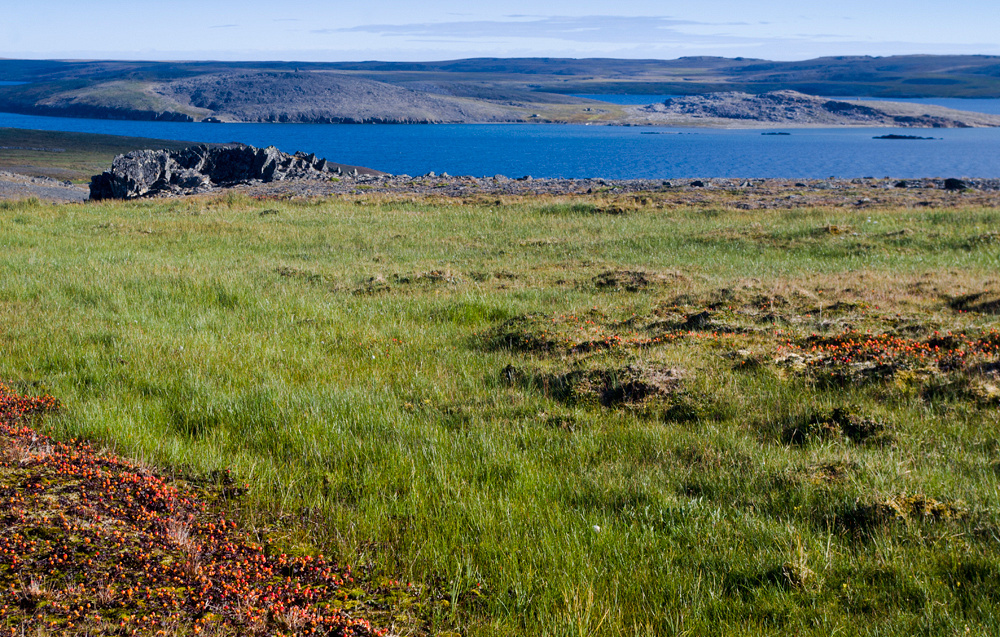
Wiesentundra im Sommer

Die größte Pflanzengemeinschaft sind Moose und Flechten, deren Höhe oft 3 cm bis 4 cm nicht überschreitet. Die Flechten sind durch die Cladonia vertreten. Polar-Weide und Gegenblättriger Steinbrech sind charakteristisch für die Flora der Inseln. Auf der südlichen Insel wachsen auch Zwerg-Birken und Gräser sowie Pilze an den Seen und Flüssen.
Auf Nowaja Semlja sind 111 Vogelarten heimisch. Es finden sich große Vogelkolonien von Trottellummen, Papageientaucher und Möwen. Die häufigsten Vögel sind Küstenseeschwalben, Raubmöwen, Bussarde, Alpenschneehühner, Graugänse, Blässgänse, Schneeeulen, Eiderenten, Ohrenlerchen, Steinschmätzer, Schneeammern und verschiedene Watvögel wie etwa Sanderling und Thorshühnchen. Daneben gibt es auch Schwäne. Wasser- und Watvögel kommen hauptsächlich an Seen, in sumpfigen Niederungen und an Flüssen und Bächen vor. In der arktischen Tundra der Südinsel sind die Schneeammer, die Waldsaatgans und der Flussuferläufer vorherrschend. In den Polarwüsten der nördlichen Insel ist die Vogelpopulation äußerst arm. Die mangelnde Nahrungsversorgung und die extremen klimatischen Bedingungen führen zu einem starken Rückgang der Anzahl einiger Arten und zum vollständigen Fehlen anderer. Nur Arten, die auf die eine oder andere Weise mit dem Meer verbunden sind, können hier eine große Population aufrechterhalten; daher wird die Vogelwelt hier von Möwen wie der Eismöwe, der Elfenbeinmöwe, Raubmöwen und Küstenseeschwalben sowie den Watvögeln dominiert. Von den Singvögeln ist hier nur die Schneeammer heimisch. Polarfüchse, Lemminge und Rentiere sind weit verbreitet, Eisbären kommen mit dem Einsetzen der Kälte auf die Inseln und stellen dann eine Bedrohung für die Anwohner dar. Es gibt Robben, Bartrobben, Walrosse, Wale, einschließlich Belugawale. Im Goltsovoye-See leben Süßwasserfische, insbesondere Saiblinge.

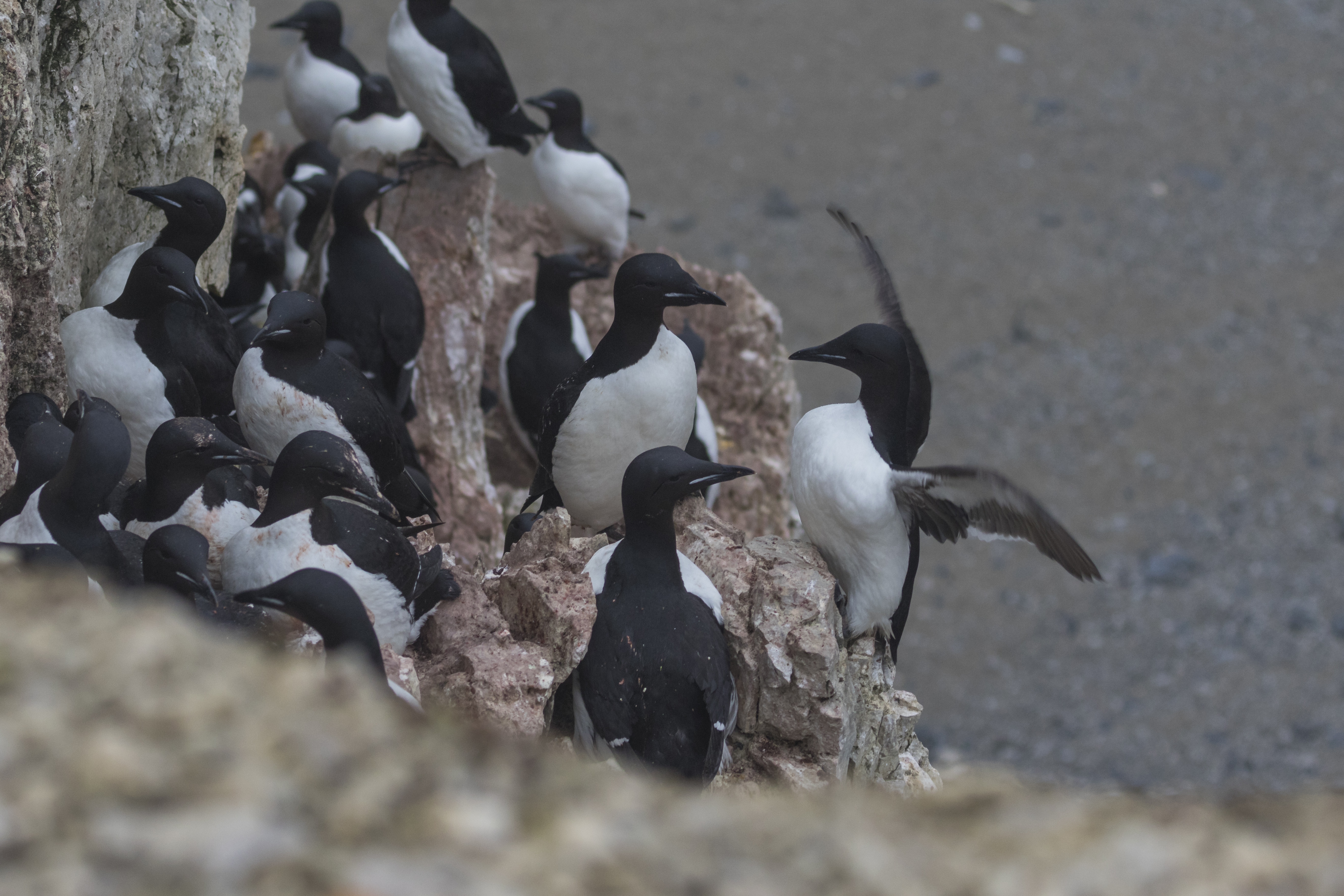
Dickschnabellummen
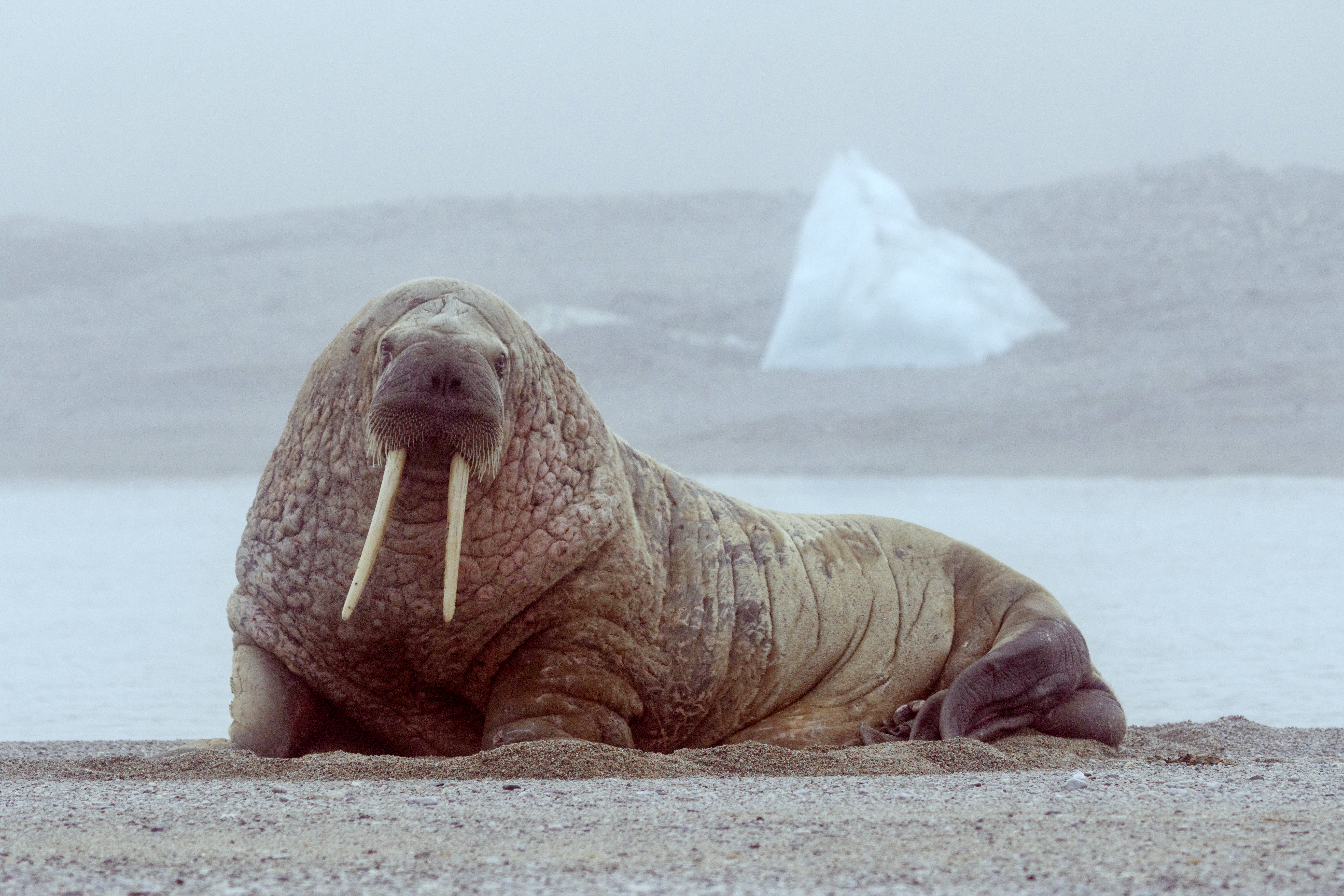
Walross
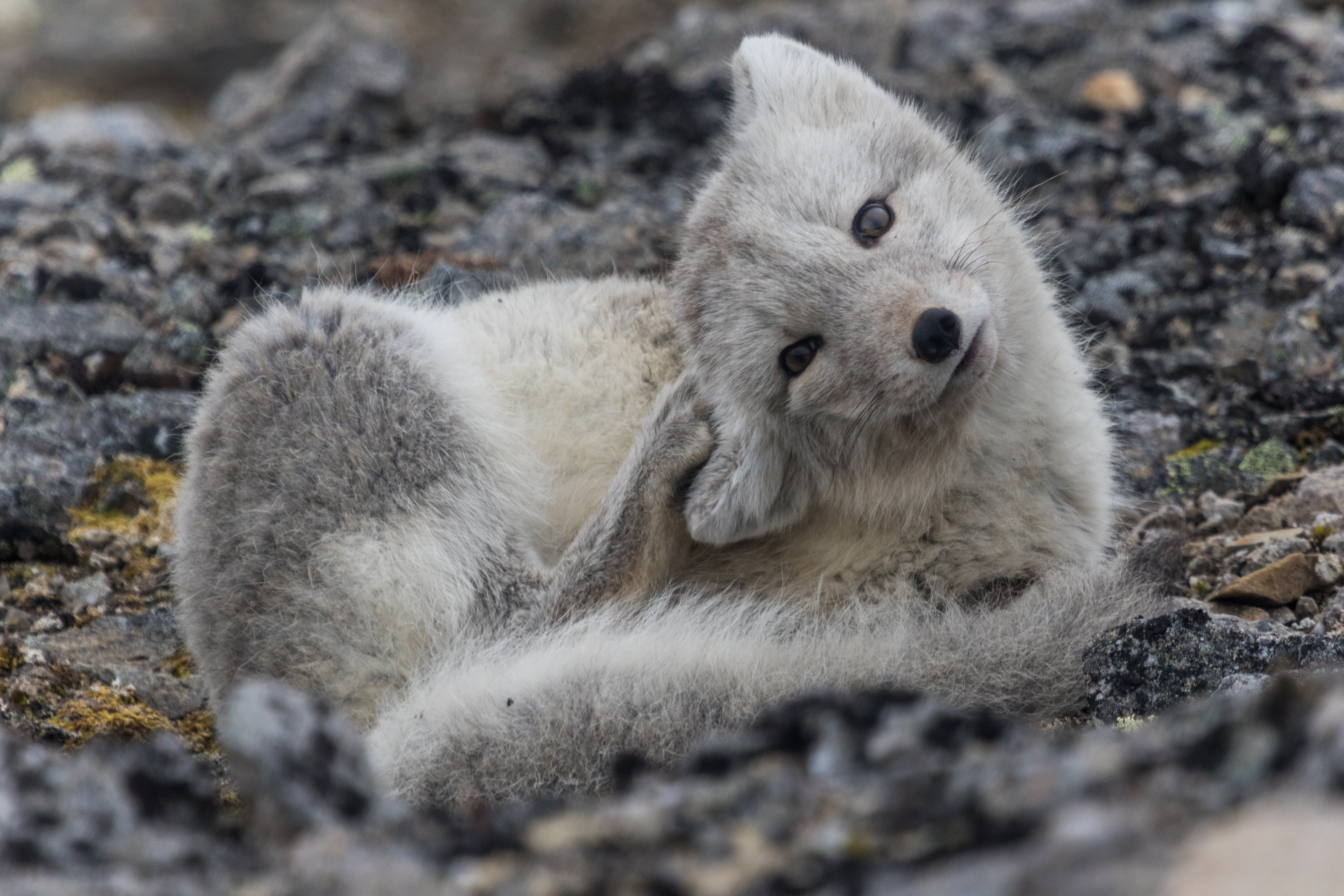
Polarfuchs
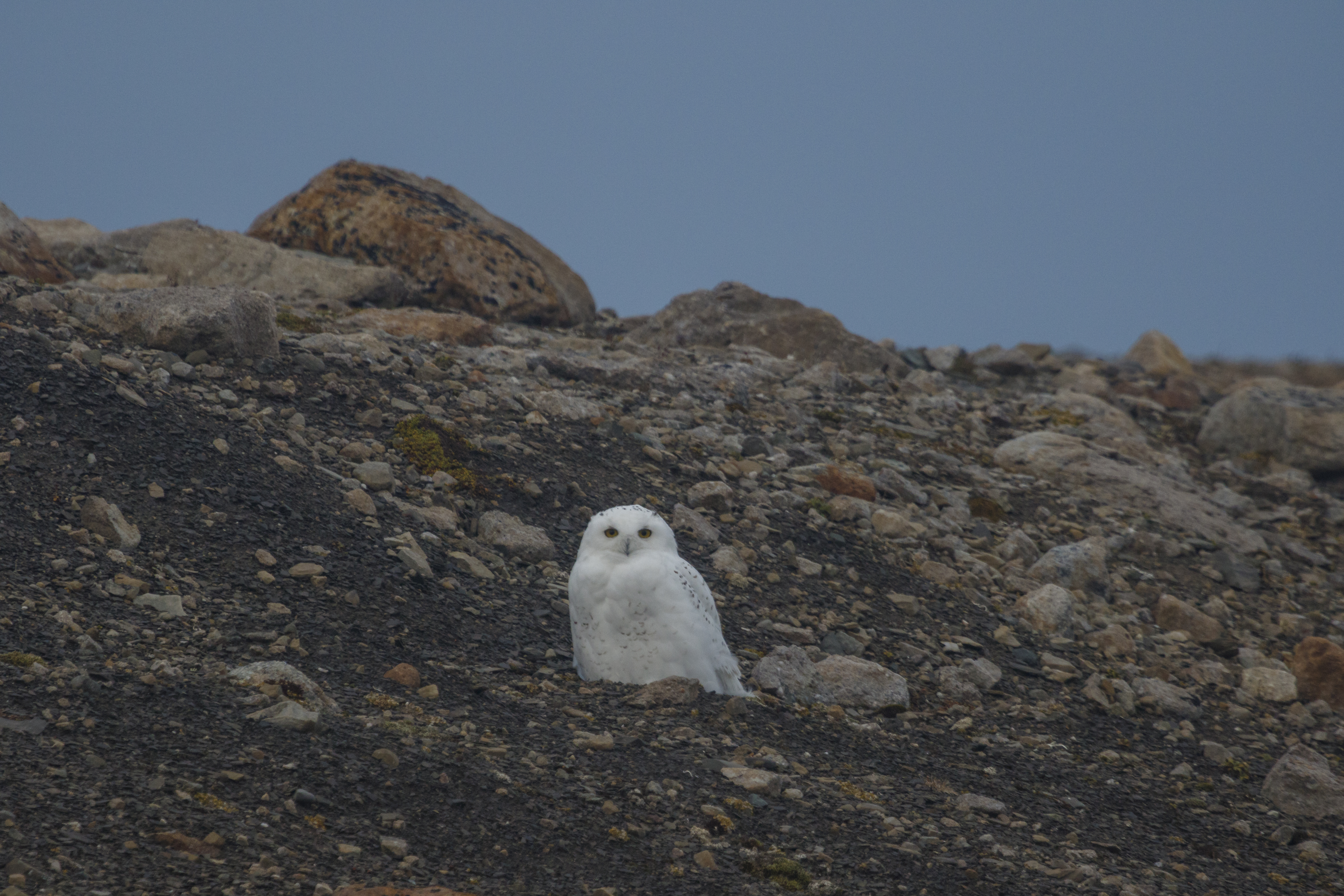
Schneeeule
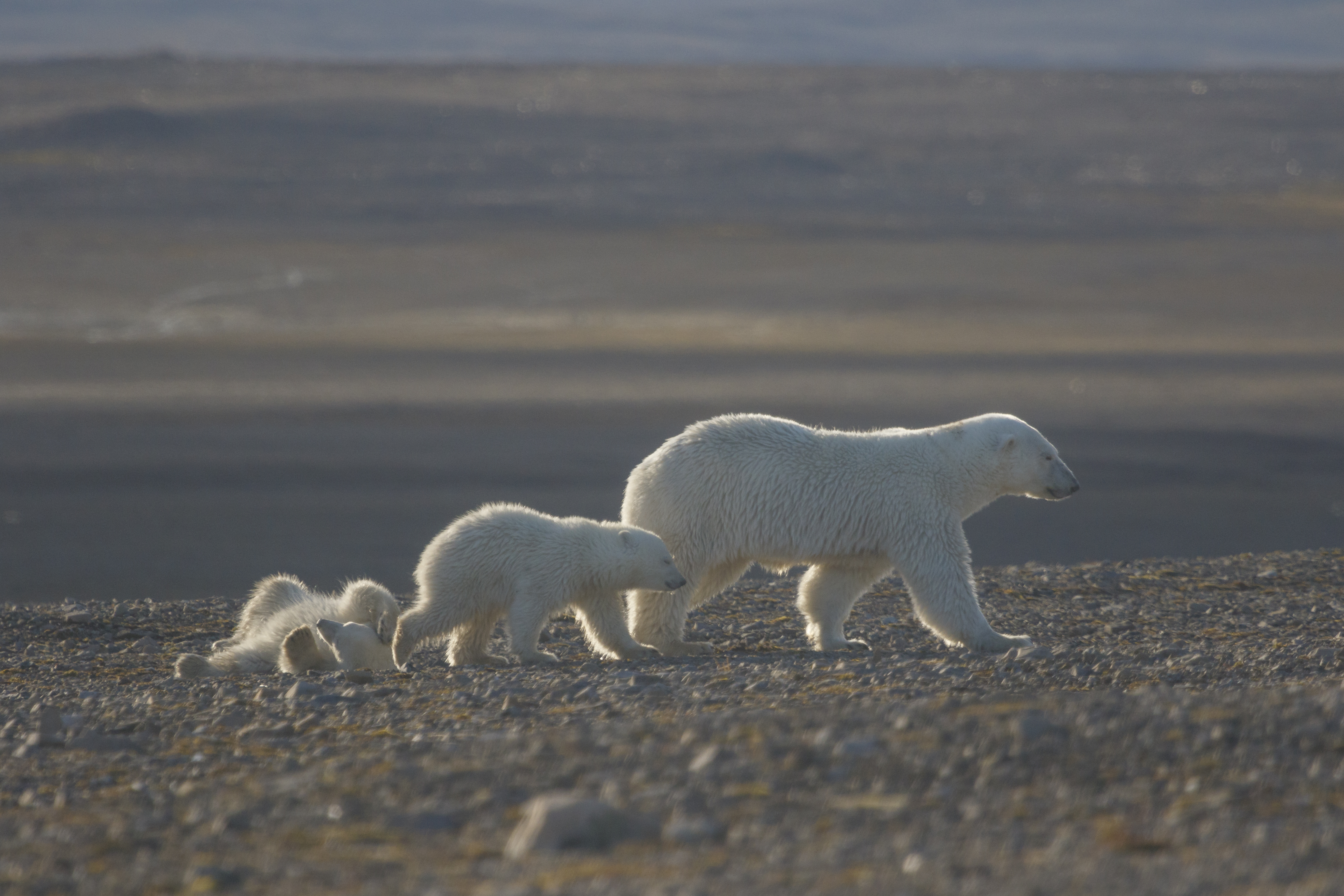
Eisbärenfamilie

## Geschichte

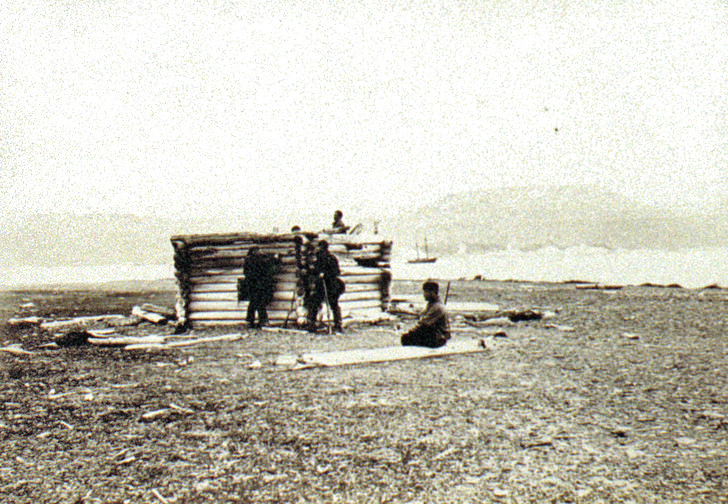
Angebliche Reste des Behouden Huys im Jahr 1881 am Kap Flissingski

Nowaja Semlja wurde bereits in der Frühzeit bewohnt. 1997 wurden von dieser Kultur zwei Steinkreise ⊙ entdeckt.
Die Russen kennen Nowaja Semlja trotz seiner nördlichen Lage wahrscheinlich schon seit dem 11. und 12. Jahrhundert. Doch erst im 16. Jahrhundert wurden Westeuropäer auf die Doppelinsel (z. T. als Nova Zembla latinisiert, heute noch der niederländische Name) aufmerksam, als nach einer möglichen Nordostpassage von Europa zum Pazifik gesucht wurde. 1553 sichtete Sir Hugh Willoughby mutmaßlich die Insel als erster Westeuropäer, ging aber nicht an Land. Auf Gerhard Mercators großer Weltkarte von 1569 ist sie bereits als Nova Zemla verzeichnet. 1594–1597 erforschte der Niederländer Willem Barents die Inseln, unternahm dabei die erste Überwinterung in der Arktis und starb 1597 dort. Der Expeditionsteilnehmer Gerrit de Veer beobachtete dort den Nowaja-Semlja-Effekt, der erst in den 1990er Jahren eine Erklärung fand. Von den Holländern wurden die Inseln nach Jacques-Nicolas Bellin auf seiner 1758 in Paris erschienenen Inselkarte „Neu-Holland“ benannt.
Die erste Samojeden-Siedlung entstand 1872 am Kostin Schar an der Westküste der Südinsel. 1875 wurde eine Rettungsstation in Malyje Karmakuly ⊙ gegründet, bald darauf auch die dortige meteorologische Station. 1894 wurde eine regelmäßige Dampferverbindung von Archangelsk nach Nowaja Semlja eingerichtet. Anfang der 1940er Jahre lebten auf der Doppelinsel etwa 350 Menschen in zehn Kolonien, davon eine an der Ostküste der Nordinsel.
Von 1907 bis 1913 erkundete der russische Geologe Wladimir Alexandrowitsch Russanow das Gebiet in sechs Expeditionen. Er entdeckte die zahlreichen Rohstoffvorkommen auf den Inseln. 1908 gelang ihm die erste West-Ost-Durchquerung Nowaja Semljas, 1910 navigierte er erstmals rund um die Nordinsel, 1911 umschiffte er die Südinsel.
Im Sommer des Jahres 1943 brachte das deutsche U-Boot U 703 eine automatische Wetterstation nach Nowaja Semlja. Das Gerät mit dem Tarnnamen „Gerhard“ wurde südlich der Inostranzew-Bucht aufgestellt. „Gerhard“ erfasste selbstständig Wetterdaten und funkte sie verschlüsselt an den deutschen Marinewetterdienst. Ein Jahr später brachte U 387 ein weiteres Wetterfunkgerät nach Nowaja Semlja. Dieses trug den Codenamen „Erich“ und wurde an der Nordseite der Bucht eingerichtet. Am 28. August 1943 wurde U 639 östlich der Insel versenkt.
Als 1950 ein Atomtestgebiet eingerichtet wurde, wurden die auf Nowaja Semlja lebenden etwa 298 samojedischen Nenzen durch den Beschluss RSFSR Nr. 764 vom 27. August 1956 umgesiedelt.
Während des Kalten Krieges war Nowaja Semlja ein gesperrtes Militärgebiet. Die sowjetische Luftwaffe unterhielt einen Flughafen in Rogatschowo im südlichen Teil der südlichen Insel. Er wurde hauptsächlich für den Betrieb von Abfangflugzeugen eingesetzt, bot aber auch logistische Unterstützung für das nahe gelegene Atomtestgebiet.

## Atomtestgebiet

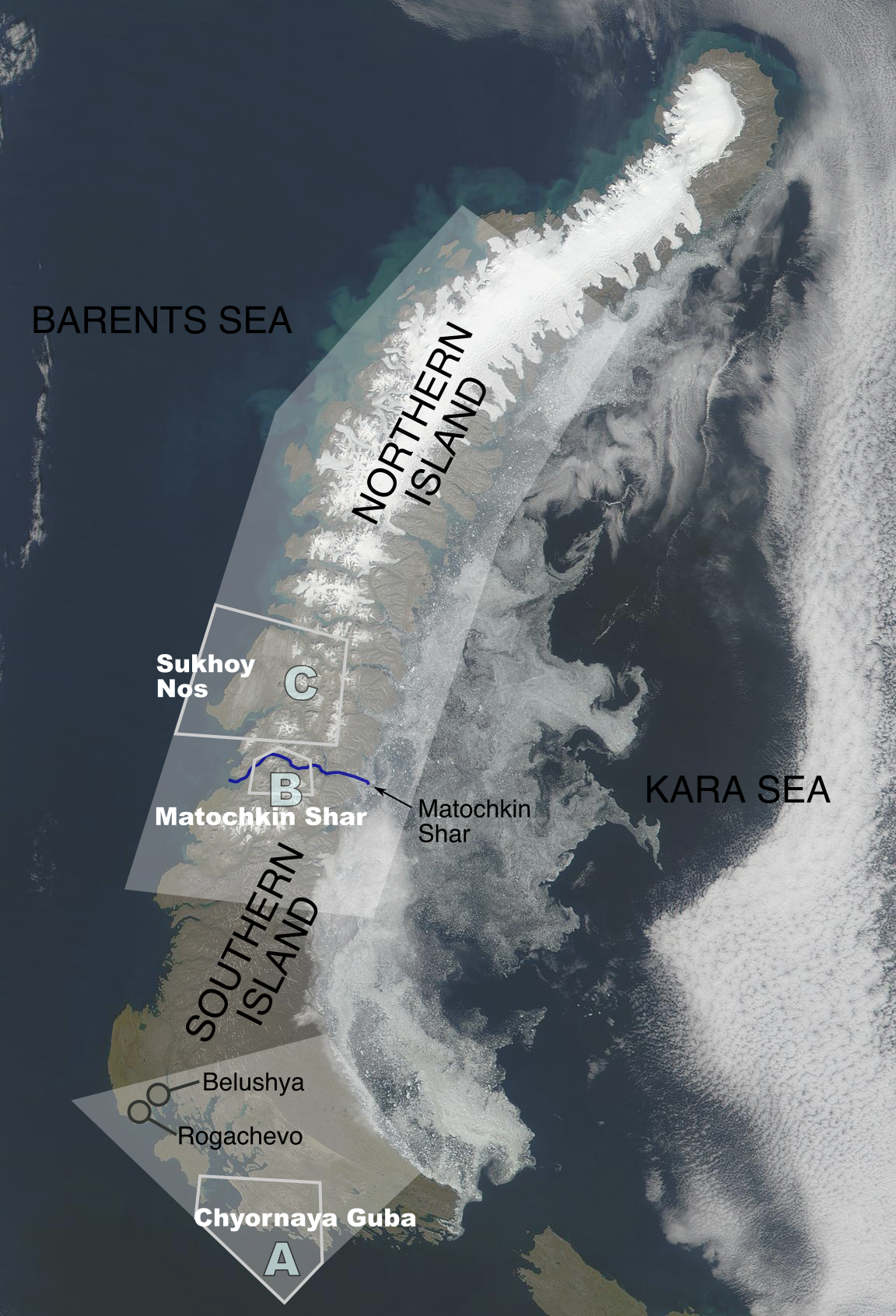
Karte der Testgebiete auf Nowaja Semlja

Im Jahr 1954 wurde der japanische Fischkutter Glücklicher Drache V durch den amerikanischen Castle-Bravo-Test auf dem Bikini-Atoll schwer verstrahlt. Dies führte innerhalb der sowjetischen Führung dazu, das Atomwaffentestgelände Semipalatinsk in Kasachstan infrage zu stellen. Bei der Suche nach alternativen Standorten im Sommer 1957 wurde Nowaja Semlja Standort für atmosphärische Tests mit mehreren Megatonnen sowie für Tests unter Wasser ausgewählt.
Ab 1955 wurde Nowaja Semlja unter dem Codenamen „Objekt 700“ für Kernwaffenversuche der Sowjetunion genutzt.
Auf der Insel gibt es drei Hauptzonen für die Tests
- Tschornaja Guba (Schwarze Bucht) ⊙
- Mitjuschkina Guba (Mitjuschkin-Bucht) ⊙
- Suchoj Nos (Kap Suchoj Nos) ⊙

### Tschornaja Guba
In der Tschornaja-Bucht wurde der nukleare Sprengkopf des T-5-Torpedos getestet. Verwendet wurde der RDS-9-Nukleargefechtskopf, der ursprünglich in Kasachstan auf dem Testgelände Semipalatinsk getestet werden sollte. Auf Nowaja Semlja wurde am 21. September 1955 ein Test unter Wasser durchgeführt. Mehr als 30 Schiffe wurden in verschiedenen Entfernungen von 300 m bis 1600 m verankert. Darunter befanden sich vier Zerstörer, drei U-Boote, mehrere Minensuchboote und Wasserflugzeuge. Viele der Schiffe waren neu. Auf diesen Schiffen befanden sich mehr als 500 Ziegen und Schafe, etwa 100 Hunde und andere Tiere. Ein zweiter Test fand am 7. September 1957 statt. Hierbei wurde ein Sprengkopf mit 32 kt auf einem 15 m hohen Turm 100 m von der Küste entfernt installiert. Ziele wie Tiere, Kriegsschiffe und andere militärische Einrichtungen wurden sowohl im Wasser als auch an Land platziert. Die Explosion erzeugte einen Krater mit einem Durchmesser von 80 m und einer Tiefe von 15 m. Der Test führte zu einer erheblichen radioaktiven Kontamination. Eine Stunde nach der Explosion betrug die Intensität der Gammastrahlung in der Nähe des Nullpunktes 40.000 Röntgen/Stunde. Einen Monat später, am 10. Oktober 1957, wurde ein weiterer Unterwassertest mit 32 kt durchgeführt. Dabei wurde ein Nukleartorpedo vom U-Boot S-144 auf Ziele (drei Zerstörer, drei U-Boote, zwei Minensuchboote) in der Bucht geschossen und die Ziele versenkt. Am 27. Oktober 1961 schoss dasselbe U-Boot eine SS-N-3-Shaddock-Rakete mit einem Nuklearsprengkopf von 16 kt auf Ziele in der Bucht. Der letzte Test fand am 22. August 1962 mit einem  Seezielflugkörper vom Typ AS-2 Kipper mit Atomsprengkopf statt. Die Rakete mit einem 6-kt-Gefechtskopf wurde in 200 km Entfernung von einer Tupolew Tu-16 abgefeuert. Sie explodierte in der Baschmatschnaja-Bucht auf der Wasseroberfläche.
| Test des nuklearen T5-Torpedos |                    |             |               |          |          |
| Nummer                         | Datum              | Typ         | Leistung (kt) | Höhe (m) | Position |
| 1                              | 21. September 1955 | Unterwasser | 3,5           | −12      | ⊙        |
| 2                              | 7. September 1957  | Land        | 32            | +15      | ⊙        |
| 3                              | 10. Oktober 1957   | Unterwasser | 10            | −30      | ⊙        |
| 4                              | 23. Oktober 1961   | Unterwasser | 4,8           | −20      | ⊙        |
| 5                              | 27. Oktober 1961   | Oberfläche  | 16            | +1,1     | ⊙        |
| 6                              | 22. August 1962    | Oberfläche  | 6             | 0        | ⊙        |

### Mitjuschkina Guba (Mitjuschkin-Bucht)
Ab 1966 wurden hier jährlich ein bis zwei unterirdische Atomtests durchgeführt. Die meisten Tests wurden im Herbst (August–November) durchgeführt, bevor die Schifffahrt wegen Eisbildung eingestellt
wurde. Insgesamt wurden 39 unterirdische Atomtests durchgeführt, der letzte fand am 24. Oktober 1990 statt. Die meisten der unterirdischen Atomtests waren sogenannte „Volley“-Tests mit bis zu acht Atombomben, die gleichzeitig oder kurz hintereinander gezündet wurden.
| Unterirdische Tests |                    |               |                    |           |                             |          |
| Nummer              | Datum              | Tunnel / Mine | Nuklearsprengsätze | Magnitude | Leistung (kt) gesamt (Jahr) | Position |
| 1                   | 18. September 1964 | G             | 1                  | 4,19      | 20                          | ⊙        |
| 2                   | 25. Oktober 1964   | B             | 1                  | 4,82      |                             | ⊙        |
| 3                   | 27. Oktober 1966   | A-1           | 1                  | 6,49      | 1400                        | ⊙        |
| 4                   | 27. Oktober 1966   | A-2           | 1                  |           |                             | ⊙        |
| 5                   | 27. Oktober 1967   | A-4 & A-5     | 1 & 1              | 5,98      | 260                         | ⊙        |
| 6                   | 7. November 1968   | A-3           | 3                  | 6,13      | 330                         | ⊙        |
| 7                   | 14. Oktober 1969   | A-7 & A-9     | 2 & 1              | 6,18      | 540                         | ⊙        |
| 8                   | 14. Oktober 1970   | A-6           | 3                  | 6,79      | 2200                        | ⊙        |
| 9                   | 27. September 1971 | A-8           | 4                  | 6,67      | 2450                        | ⊙        |
| 10                  | 27. Juli 1972      | YU-31         | 1                  | <3,0      |                             |          |
| 11                  | 28. August 1972    | A-16          | 4                  | 6,49      | 1130                        | ⊙        |
| 12                  | 12. September 1973 | V-1           | 4                  | 6,97      | 7820                        | ⊙        |
| 13                  | 27. September 1973 | YU-4          | 1                  | 5,89      |                             | ⊙        |
| 14                  | 27. Oktober 1973   | YU-1          | 1                  | 6,98      |                             | ⊙        |
| 15                  | 29. August 1974    | A-11          | 5                  | 6,58      | 3430                        | ⊙        |
| 16                  | 02. November 1974  | YU-5N         | 1                  | 6,81      |                             | ⊙        |
| 17                  | 23. August 1975    | A-10          | 8                  | 6,55      | 4190                        | ⊙        |
| 18                  | 18. Oktober 1975   | YU-6N         | 2                  | 6,75      |                             | ⊙        |
| 19                  | 18. Oktober 1975   | YU-7          | 1                  | 6,75      |                             | ⊙        |
| 20                  | 21. Oktober 1975   | A-12          | 5                  | 6,60      |                             | ⊙        |
| 21                  | 29. November 1976  | A-14          | 2                  | 5,86      | 140                         | ⊙        |
| 22                  | 20. Oktober 1976   | A-15          | 5                  | 4,98      |                             | ⊙        |
| 23                  | 1. September 1977  | A-17          | 4                  | 5,66      | 130                         | ⊙        |
| 24                  | 9. Oktober 1977    | A-7N          | 1                  | 4,33      |                             | ⊙        |
| 25                  | 10. August 1978    | A-18          | 6                  | 6,00      | 240                         | ⊙        |
| 26                  | 27. September 1978 | A-19          | 7                  | 5,63      |                             | ⊙        |
| 27                  | 24. September 1979 | A-32          | 3                  | 5,77      | 280                         | ⊙        |
| 28                  | 18. Oktober 1979   | A-20          | 4                  | 5,79      |                             | ⊙        |
| 29                  | 11. Oktober 1980   | A-25& A-30    | 4 & 7              | 5,76      | 130                         | ⊙        |
| 30                  | 1. Oktober 1981    | A-23          | 4                  | 5,97      | 140                         | ⊙        |
| 31                  | 11. Oktober 1982   | A-37          | 4                  | 5,58      | 80                          | ⊙        |
| 32                  | 18. August 1983    | A-40          | 5                  | 5,91      | 250                         | ⊙        |
| 33                  | 25. September 1983 | A-21          | 4                  | 5,77      |                             | ⊙        |
| 34                  | 26. August 1984    | A-100         | 1                  | 3,8       | 110                         |          |
| 35                  | 25. Oktober 1984   | A-23          | 4                  | 5,82      |                             | ⊙        |
| 36                  | 2. August 1987     | A-37A         | 5                  | 5,82      | 150                         | ⊙        |
| 37                  | 7. Mai 1988        | A-24          | 3                  | 5,58      | 220                         | ⊙        |
| 38                  | 4. Dezember 1988   | A-27          | 5                  | 5,89      |                             | ⊙        |
| 39                  | 24. Oktober 1990   | A-13N         | 8                  | 5,61      | 70                          | ⊙        |

Während der Tests kam es zu drei größeren Unfällen. Der erste Unfall ereignete sich am 14. Oktober 1969, als zwei Sprengsätze mit einer Gesamtleistung von 540 kt in zwei verschiedenen Stollen gezündet wurden. Eine Stunde nach dem Test trat aufgrund von tektonischen Schäden am Berghang in einiger Entfernung des Stollens ein Strahl aus Gas und Dampf an die Oberfläche aus. Das Niveau der Gammastrahlung stieg sprunghaft auf mehrere hundert Röntgen pro Stunde. Innerhalb von 40–50 Minuten war ein erheblicher Teil des Personals der Strahlung ausgesetzt. Viele erhielten eine Dosis von etwa 40-80 Röntgen. Es gab keinen Notfallplan, und es scheint, dass man in Panik geriet und dabei einige hundert Leute zurückließ. Erst nach 40-60 Minuten wurde das Personal an einen sicheren Ort evakuiert. Nach zehn Tagen
wurden die Strahlenexponierten in ein Moskauer Krankenhaus transportiert, um sich etwa drei Wochen nach dem Unfall ihrer ersten medizinischen Untersuchung zu unterziehen.
Der zweite bekannte Unfall ereignete sich am 2. August 1987 nach einer Testexplosion mit einer Leistung von 150 kt im Stollen A-37. Nur anderthalb Minuten nach der Explosion ereignete sich ein starker Blitz eines radioaktiven „Gasstrahls“ direkt am Ausgang des Stollens. Später wurde festgestellt, dass das Gas durch eine geologische Verwerfung eindrang, die sich entlang der Achse des Stollens erstreckte, und heiße Gase das Oberflächeneis schmolzen. In diesem Fall wurde sofort ein Notfallprogramm in Kraft gesetzt. Vierzehn Hubschrauber, die drei Kilometer vom Testgelände entfernt im Einsatz waren, evakuierten alle Mitarbeiter in wenigen Minuten. Berichten zufolge entwickelte keiner der Testteilnehmer eine Strahlenkrankheit. Ein dritter Unfall ereignete sich am 27. September 1973, als etwa 20 Minuten nach der Explosion plötzlich ein Gasstrahl etwa 1500 m vom Nullpunkt entfernt durch den Boden brach. Die Kraft dieser Explosion (gemessen an ihrer seismischen Stärke von 5,89) betrug etwa 120 kt. Später wurde entdeckt, dass das Gas aus dem Hohlraum, der nach der Explosion zurückblieb, entlang einer tektonischen Verwerfung nach außen drang.

### Suchoi Nos
Hier wurden von 1957 bis 1962 etwa 85 atmosphärische Atomtests durchgeführt. Unter anderem wurde über diesem Gelände auch die Zar-Bombe getestet, die mit 57 Megatonnen TNT-Äquivalent die größte je gezündete Wasserstoffbombe ist.
| Atmosphärische Tests |                    |               |          |             |
| Nummer               | Datum              | Leistung (kt) | Höhe (m) | Anmerkung   |
| 1                    | 24. September 1957 | 1600          | 2000     |             |
| 2                    | 6. Oktober 1957    | 2900          | 2120     |             |
| 3                    | 23. Februar 1958   | 860           | 2500     |             |
| 4                    | 27. Februar 1958   | 250           | 2500     |             |
| 5                    | 27. Februar 1958   | 1500          |          |             |
| 6                    | 14. März 1958      | 40            |          |             |
| 7                    | 21. März 1958      | 650           | 2500     |             |
| 8                    | 30. September 1958 | 1200          | 1500     |             |
| 9                    | 30. September 1958 | 900           | 2500     |             |
| 10                   | 2. Oktober 1958    | 290           | 1400     |             |
| 11                   | 2. Oktober 1958    | 40            |          |             |
| 12                   | 4. Oktober 1958    | 9             | 800      |             |
| 13                   | 5. Oktober 1958    | 15            | 1200     |             |
| 14                   | 6. Oktober 1958    | 5,5           | 1200     |             |
| 15                   | 10. Oktober 1958   | 68            |          |             |
| 16                   | 12. Oktober 1958   | 1450          |          |             |
| 17                   | 15. Oktober 1958   | 1500          | 2150     |             |
| 18                   | 18. Oktober 1958   | 2900          |          |             |
| 19                   | 19. Oktober 1958   | 40            |          |             |
| 20                   | 14. März 1958      | 0             | 900      | Fehlzündung |
| 21                   | 20. Oktober 1958   | 440           |          |             |
| 22                   | 21. Oktober 1958   | 2             | 270      |             |
| 23                   | 22. Oktober 1958   | 2800          | 2070     |             |
| 24                   | 24. Oktober 1958   | 1000          | 1525     |             |
| 25                   | 25. Oktober 1958   | 190           | 1500     |             |
| 26                   | 25. Oktober 1958   | <0,1          | 300      | Fehlzündung |
| 27                   | 10. September 1961 | 2700          | 2000     |             |
| 28                   | 10. September 1961 | 12            | 390      |             |
| 29                   | 12. September 1961 | 1150          | 1190     |             |
| 30                   | 13. September 1961 | 6             | 250      |             |
| 31                   | 14. September 1961 | 1200          | 1700     |             |
| 32                   | 16. September 1961 | 830           |          | ICBM        |
| 33                   | 18. September 1961 | 1000          | 1500     | ICBM        |
| 34                   | 20. September 1961 | 150-1500      | 1600     |             |
| 35                   | 22. September 1961 | 260           | 1300     |             |
| 36                   | 02. Oktober 1961   | 250           | 1500     |             |
| 37                   | 04. Oktober 1961   | 1500 - 10000  | 2100     | ICBM        |
| 38                   | 06. Oktober 1961   | 4000          | 2700     |             |
| 39                   | 08. Oktober 1961   | 15            | 1450     |             |
| 40                   | 20. Oktober 1961   | 1450          |          |             |
| 41                   | 23. Oktober 1961   | 12500         | 3500     |             |
| 42                   | 25. Oktober 1961   | 300           | 1450     |             |
| 43                   | 30. Oktober 1961   | 58000         | 4000     | Zar-Bombe   |
| 44                   | 31. Oktober 1961   | 5000          | 2200     |             |
| 45                   | 31. Oktober 1961   | 150-1500      | 1530     |             |
| 46                   | 02. November 1961  | 120           | 1400     |             |
| 47                   | 02. November 1961  | 280           | 1500     |             |
| 48                   | 04. November 1961  | 15            | 1770     |             |
| 49                   | 04. November 1961  | 150-1500      | 1750     |             |
| 50                   | 04. November 1961  | 6             | 2240     |             |
| 51                   | 05. August 1962    | 21100         | 3600     |             |
| 52                   | 10. August 1962    | 150-1500      | 1560     |             |
| 53                   | 20. August 1962    | 2800          | 2500     | ICBM        |
| 54                   | 22. August 1962    | 1600          | 1700     |             |
| 55                   | 25. August 1962    | 1500-10000    | 2980     |             |
| 56                   | 27. August 1962    | 4200          | 3000     |             |
| 57                   | 2. September 1962  | 80            | 1300     |             |
| 58                   | 8. September 1962  | 1900          | 1730     |             |
| 59                   | 15. September 1962 | 3100          |          |             |
| 60                   | 16. September 1962 | 3250          |          |             |
| 61                   | 18. September 1962 | 1350          | 2000     |             |
| 62                   | 19. September 1962 | 1500-10000    | 3280     |             |
| 63                   | 21. September 1962 | 2400          | 3000     |             |
| 64                   | 25. September 1962 | 19100         | 4090     |             |
| 65                   | 27. September 1962 | >10000        | 3900     |             |
| 66                   | 7. Oktober 1962    | 320           | 1400     |             |
| 67                   | 9. Oktober 1962    | 15            | 3000     |             |
| 68                   | 22. Oktober 1962   | 8200          | 3230     |             |
| 69                   | 27. Oktober 1962   | 260           | 1550     |             |
| 70                   | 29. Oktober 1962   | 360           | 1550     |             |
| 71                   | 30. Oktober 1962   | 280           | 1500     |             |
| 72                   | 1. November 1962   | 240           | 1500     |             |
| 73                   | 3. November 1962   | 390           | 4000     |             |
| 74                   | 3. November 1962   | 45            | 710      |             |
| 75                   | 18. Dezember 1962  | 110           | 1600     |             |
| 76                   | 18. Dezember 1962  | 69            | 1500     |             |
| 77                   | 20. Dezember 1962  | 8,3           | 1070     |             |
| 78                   | 22. Dezember 1962  | 6,3           | 1050     |             |
| 79                   | 23. Dezember 1962  | 430           | 1460     |             |
| 80                   | 23. Dezember 1962  | 8,3           | 1470     |             |
| 81                   | 23. Dezember 1962  | 2,4           | 1270     |             |
| 82                   | 24. Dezember 1962  | 1100          | 1320     |             |
| 83                   | 24. Dezember 1962  | 24200         | 3750     |             |
| 84                   | 25. Dezember 1962  | 3100          | 2250     |             |
| 85                   | 25. Dezember 1962  | 8,5           | 990      |             |

Insgesamt wurden in dem Gebiet bis 1990 in drei Zonen 130 Kernwaffenversuche durchgeführt, darunter 88 atmosphärische, 39 unterirdische und drei unter Wasser.

## Radioaktiver Abfall

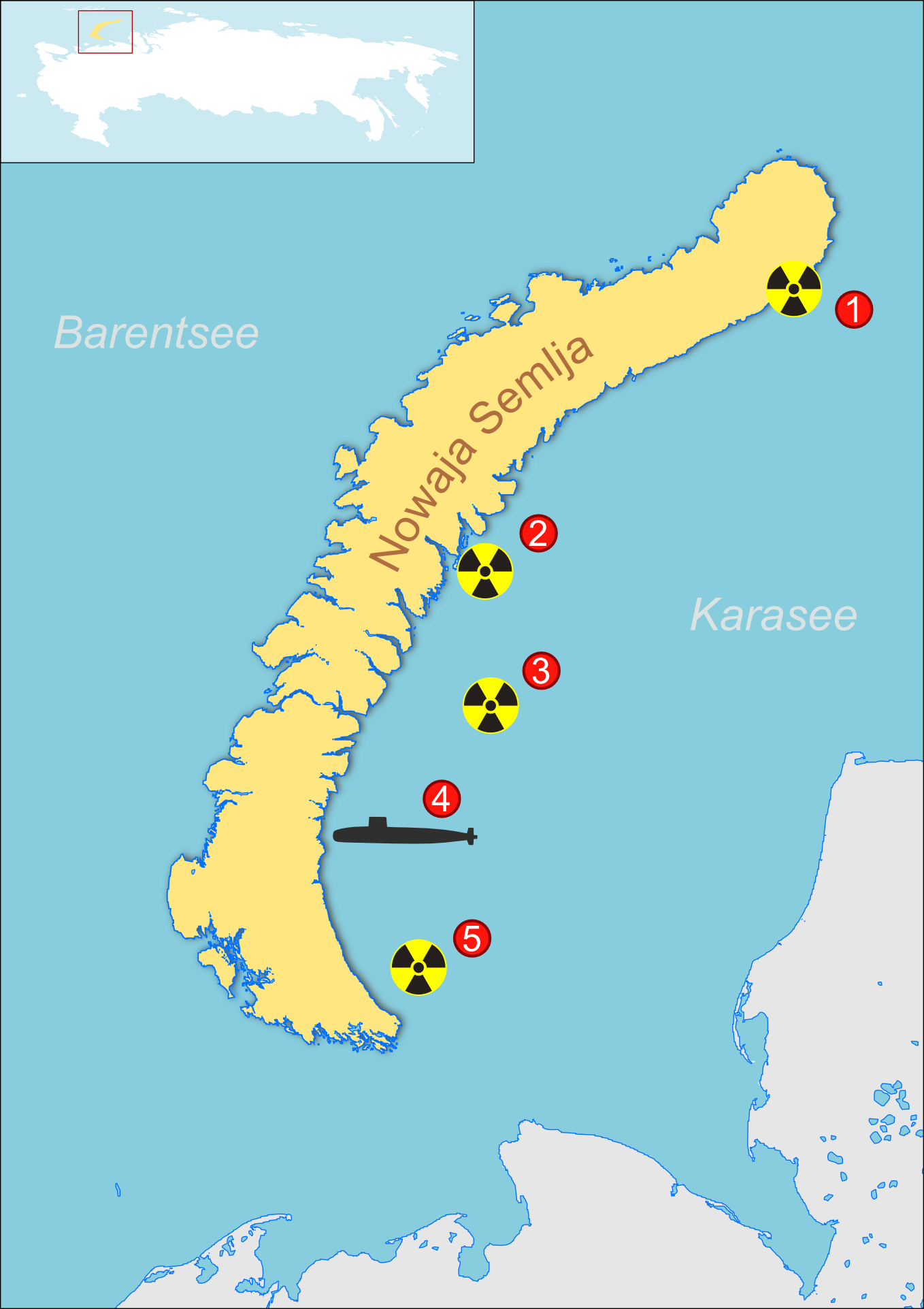
Karte der verklappten Reaktoren in der Region um Nowaja Semlja

Laut verschiedener Berichte lagern auf der Insel und in den Gewässern der östlich gelegenen Karasee große Mengen radioaktiven Abfalls.
Der radioaktive Abfall lagert hauptsächlich an drei Orten
- Saliw Ziwolki (Ziwolka-Bucht) ⊙
- Mys Abrossimowa (Abrossimowa-Bucht) ⊙
- Saliw Stepowowo (Stepowoi-Bucht) ⊙

Das Inventar in den Buchten besteht, so weit bekannt, aus dem Reaktor des Eisbrechers Lenin, den Reaktoren der U-Boote K-3, K-5, K-11, K-19, K-27, K-140 sowie vier Reaktordeckeln und diverser Container mit radioaktivem Abfall. Die Gesamtaktivität wurde im Jahr 2000 mit 4·1015 Bq angegeben.
In der nahegelegenen Nowaja-Semlja-Depression ⊙ wurden mehrere Schiffe mit Kernbrennstoff versenkt. Diese stellen neben dem Problem für die Umwelt auch ein Problem für die Erdölförderung dar.

## Einwohner und Wirtschaft
Die Inseln, die ein „munizipales Gebilde“ (munizipalnoje obrasowanije) mit dem Status eines Stadtkreises (gorodskoi okrug) der Oblast Archangelsk bilden, haben heute 2429 Einwohner (Volkszählung 2010), davon 1972 Einwohner im Hauptort Beluschja Guba an der Westküste der Südinsel und 457 Einwohner im 12 km entfernten Rogatschowo, außerdem gibt es noch den Ort Matotschkin Schar ⊙ an der gleichnamigen Meerenge. An der Ostküste der Südinsel befindet sich außerdem der Handelsposten Faktorija Litke ⊙. Ganz im Süden der Insel am Kap Menschikow ⊙ befindet sich die gleichnamige Radarstation. Der südlichste Wohnplatz ist Krassino ⊙. Auf der Nordinsel befinden sich die Geisterstädte Archangelskoje, Fodkino, Krestowaja Guba ⊙, Lagerny und Wychodny. Die Einwohner sind Soldaten der Stützpunkte, Forscher und die Ureinwohner Nenzen. Die Fischerei und die Pelztierjagd, insbesondere auf den Polarfuchs, sowie der Bergbau und das Testgelände spielen für Nowaja Semlja eine große Rolle.

### Rohstoffe

#### Mangan
Manganlagerstätten wurden im Südwesten der Insel auf einer Fläche von 800 km2 mit etwa 260 Millionen Tonnen Inhalt entdeckt.

#### Blei und Zink
Im Gebiet Pawlowskoje ⊙ liegt die gleichnamige Lagerstätte mit einem Erzgehalt von 1,0–2,9 % Blei und 1,6–20,8 % Zink. Die Reserve beträgt etwa 453.400 t Blei und 2.000.000 t Zink.

#### Silber
In der Lagerstätte Pawlowskoje werden zusätzlich etwa 25.000 t Silber vermutet.

#### Erdöl
Südlich in der Barentssee wird Offshore das Priraslomnoje-Ölfeld mit etwa 73 Millionen Tonnen erschlossen. Daneben werden auf den Inseln Kupfer und Steinkohle abgebaut.

## Geophysik
Verschiedene Forschungsstationen auf den Inseln dienen der Meteorologie und der Geophysik. Unter anderem werden Wind- und Meeresströmungen, das Erdmagnetfeld und die Polarlichter erforscht. Eine Vertiefung solcher Forschungen erfolgte ab dem Internationalen Geophysikalischen Jahr 1957/58 und auch durch spätere internationale Kooperationen.
Um 1980 untersuchten New Yorker Geophysiker die Aufzeichnungen starker seismischer Wellen, die zwei russische Nukleartests auf Nowaja Semlja 1971 und 1974 hervorgerufen hatten. Zunächst berechneten sie daraus, dass der innere Erdkern jährlich um ein Grad rascher rotiert als der Erdmantel. Diese wissenschaftliche Sensation hielt aber nicht lange, weil sie auf einer fehlerhaften Annahme fußte.
Ein weiteres Projekt analysierte nicht die am Erdkern reflektierten, sondern die gestreuten Bebenwellen (→ Seismik). Aus den Differenzen der Laufzeiten von 1971/74 errechneten die Wissenschaftler, dass der Kern tatsächlich dem Erdmantel „vorauseilt“, aber nur um 0,15 Grad pro Jahr. Diese Resultate sind bedeutungsvoll für die Physik des ganzen Erdkörpers und auch für Erdrotation und Astronomie.

## Nationalpark Russische Arktis
Der Nationalpark Russische Arktis liegt im nördlichen Teil des Archipels Novaya Zemlya. Der am 5. Juni 2009 gegründete Nationalpark umfasst Schutzgebiete mit einer Gesamtfläche von 1.426.000 Hektar, davon 632.090 Hektar an Land und 793.910 Hektar Meeresgebiete. Die Region beherbergt die größten Vogelkolonien der Eiderenten und Lummen der Nordhalbkugel. Der Park wurde geschaffen, um die einzigartige Natur der Arktis zu bewahren. Initiator des Nationalparks war der Geograph und Polarforscher P. V. Boyarsky.

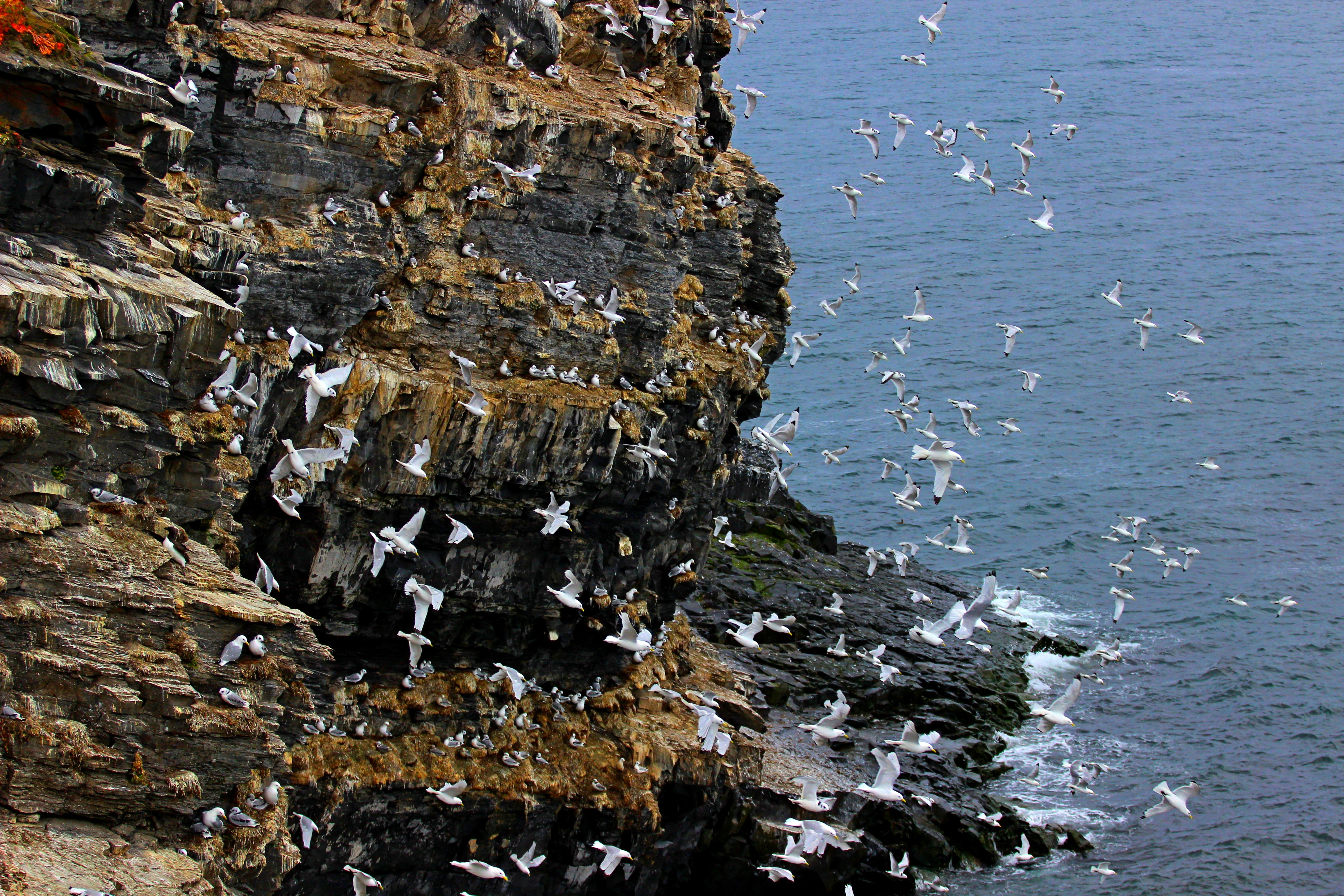
Vogelkolonie
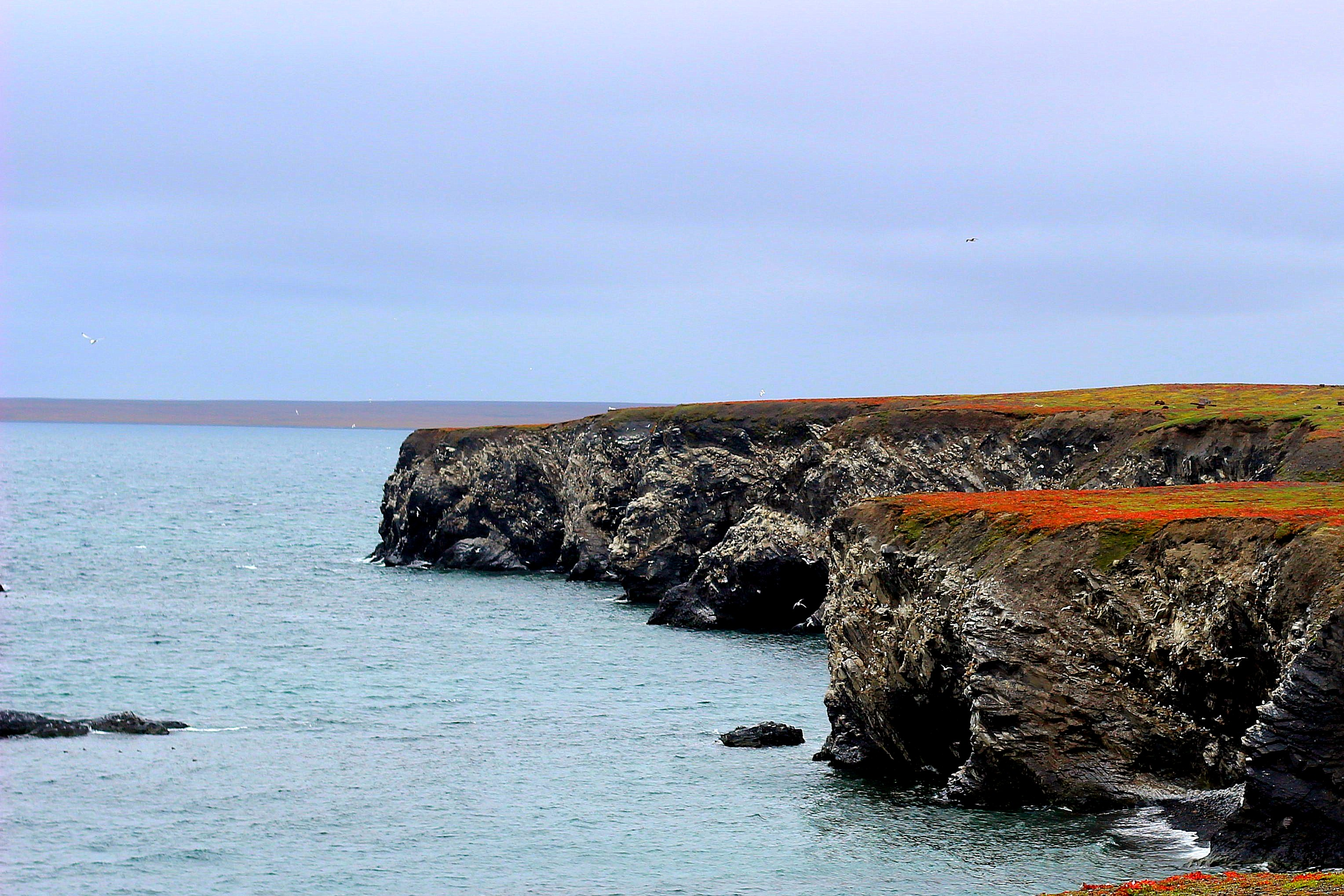
Küste im Nationalpark
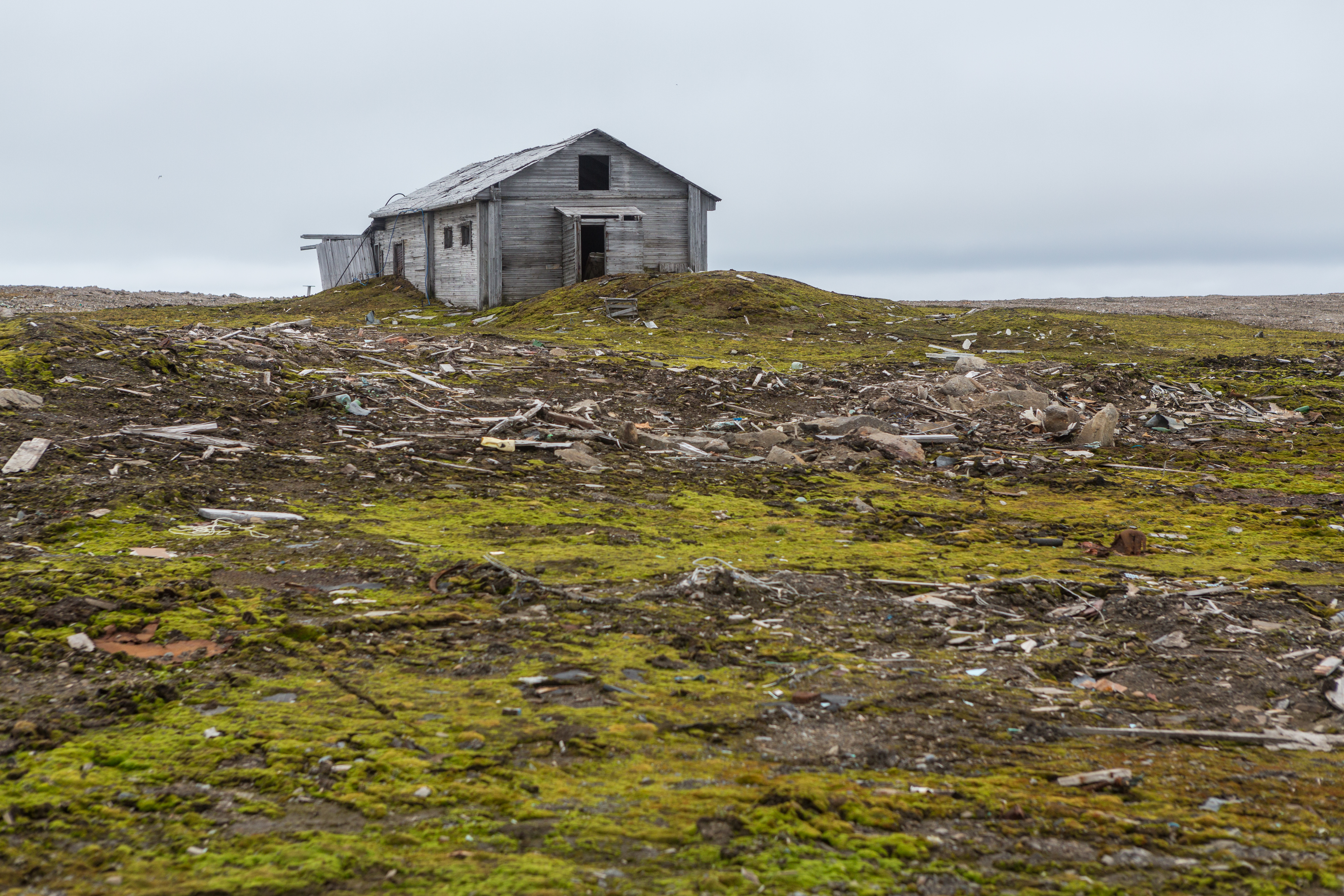
Verlassene Station im Nationalpark
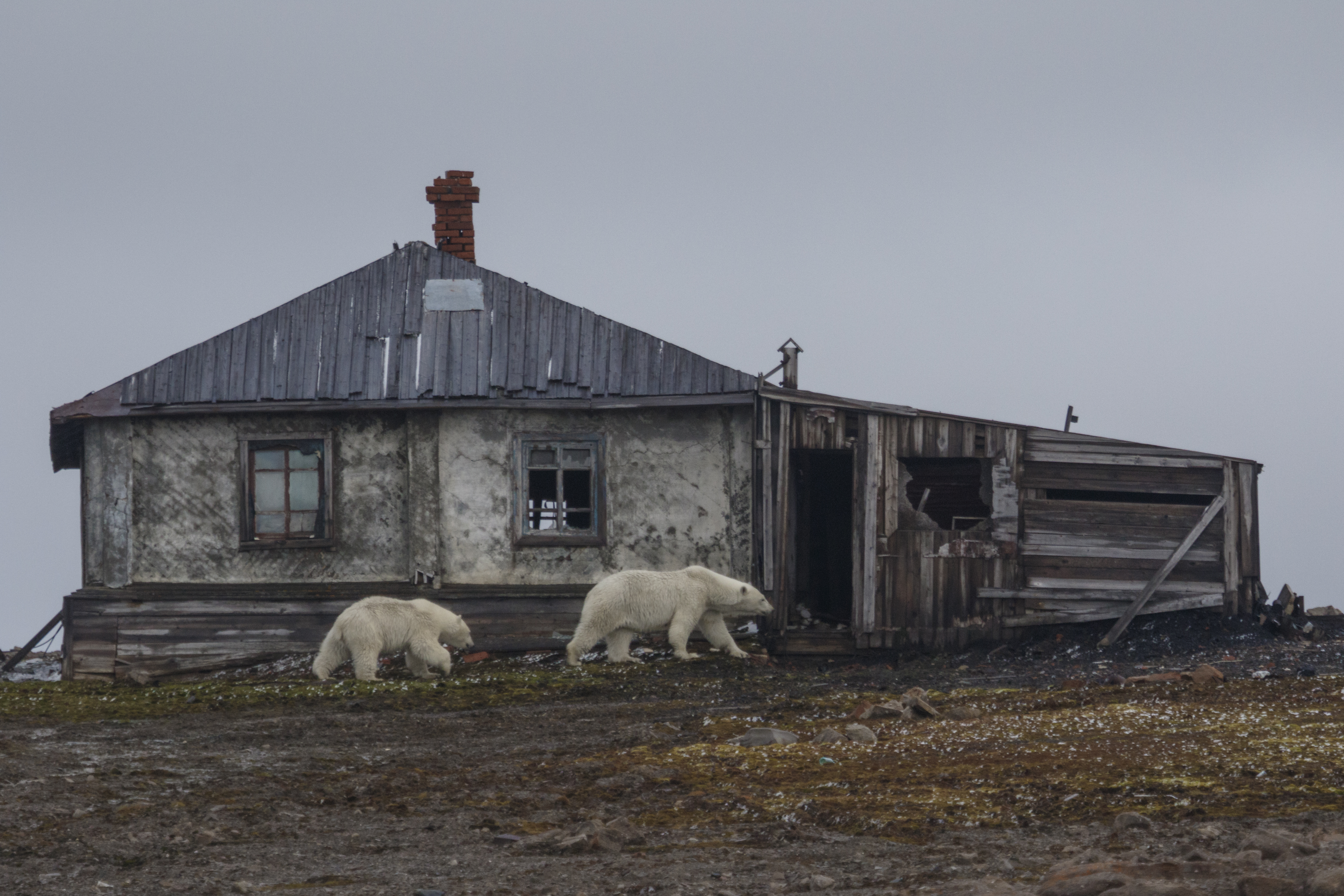
Eisbären im Nationalpark
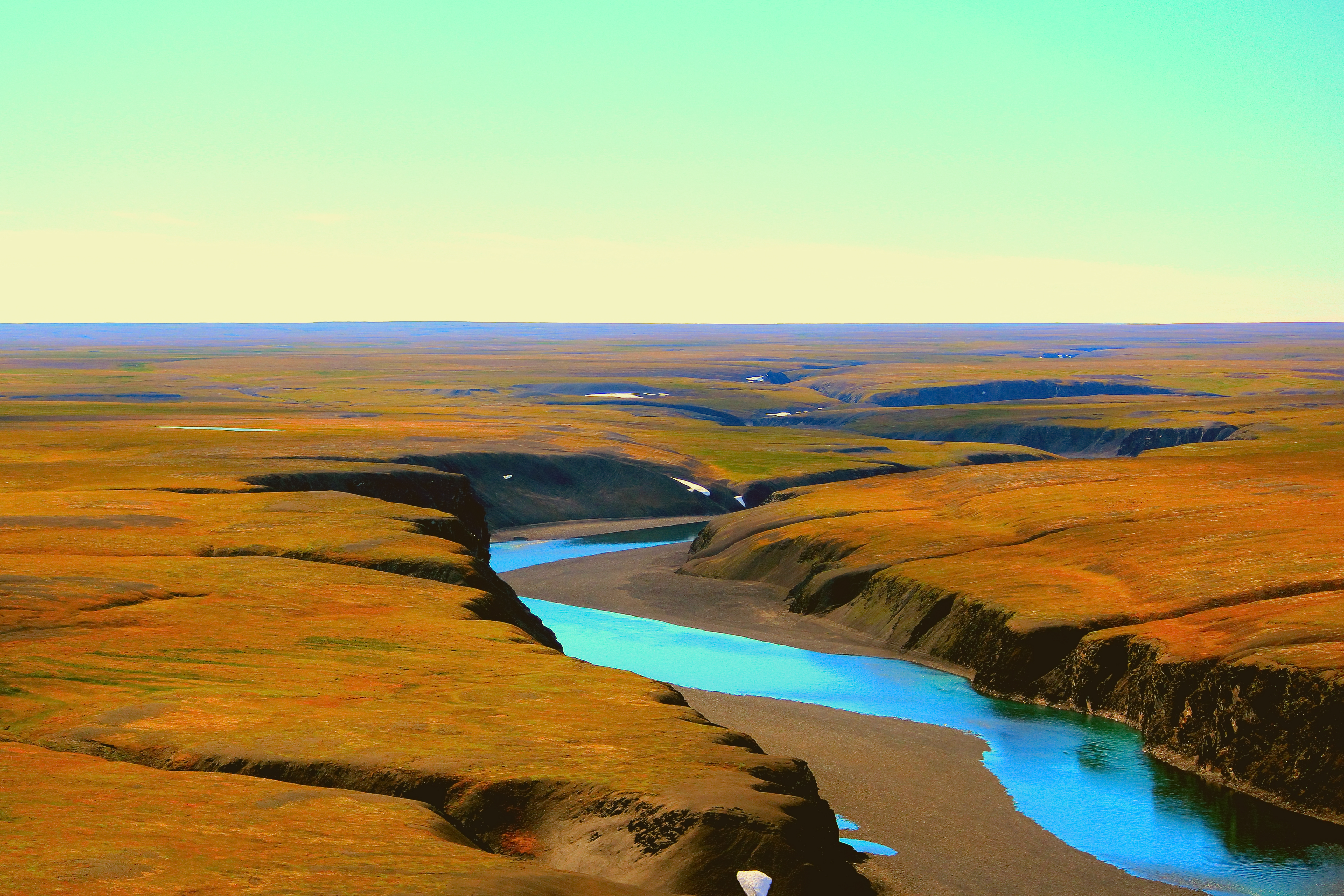
Landschaft im Nationalpark
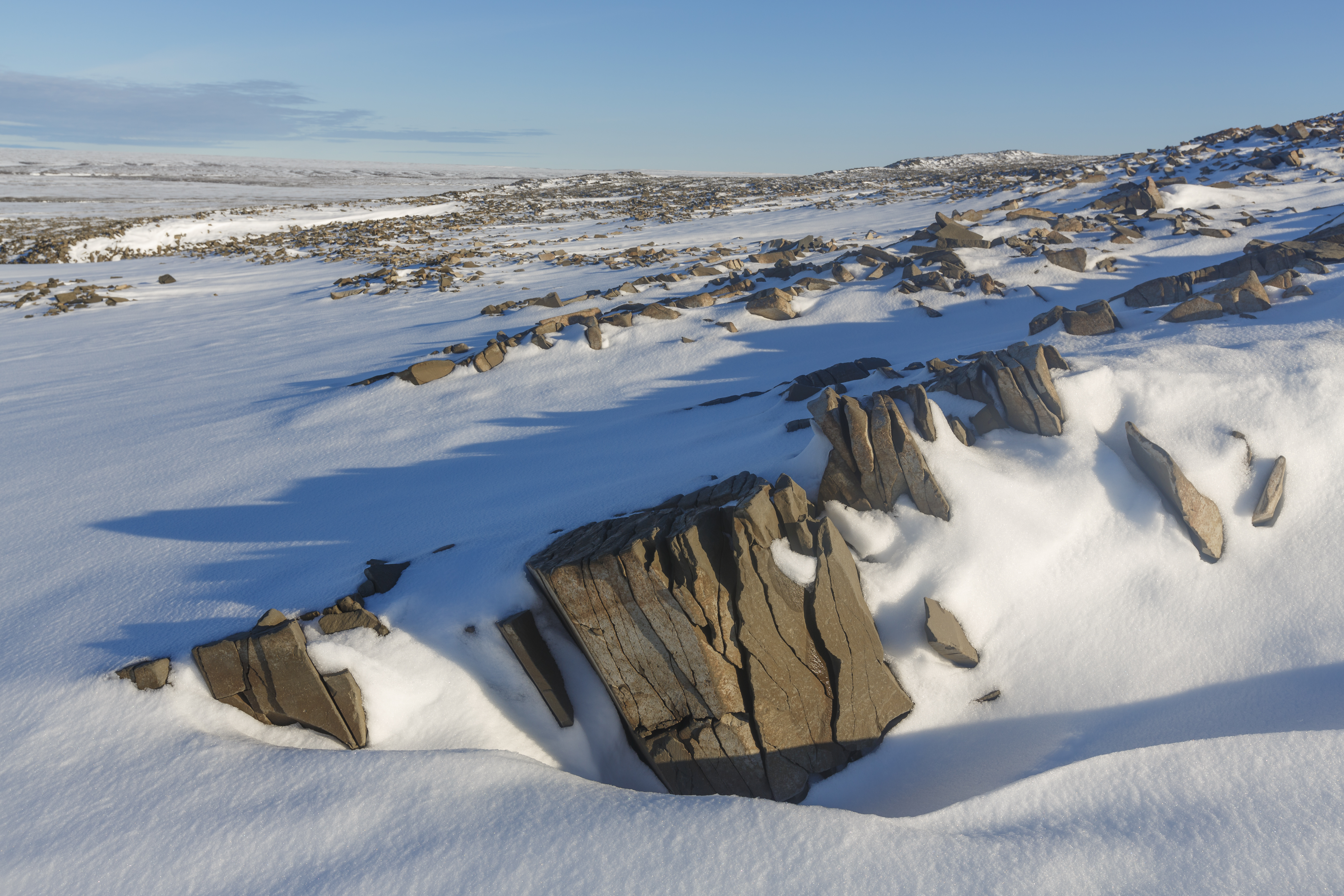
Landschaft im Nationalpark im Schnee